# Njama da săm druga
Njama da săm druga è un singolo dei cantanti bulgari Preslava e Anelia, pubblicato il 7 agosto 2013 come estratto dall'album in studio di Anelia Fenomenalno.